# Bob Brookmeyer: Music for String Quartet and Orchestra
Bob Brookmeyer: Music for String Quartet and Orchestra è un album di Bob Brookmeyer, che dirige la "Gustav Klimt String Quartet" e la "Metropole Orchestra". Il disco è stato pubblicato nel 2008 dalla Challenge Records.

## Tracce
1. Fanfares and Folk Song – 10:00 (Bob Brookmeyer)
2. American Beauty – 20:22 (Bob Brookmeyer)
3. A Frolic and a Tune – 17:53 (Bob Brookmeyer)
4. Wood Dance – 7:19 (Bob Brookmeyer)

## Musicisti
- Bob Brookmeyer - trombone a pistoni, arrangiamenti, conduttore musicale
- Gustav Klimt String Quartet
- Metropole Orchestra